# Blanzaguet-Saint-Cybard
Blanzaguet-Saint-Cybard è un comune francese di 273 abitanti situato nel dipartimento della Charente, nella regione della Nuova Aquitania.

## Società

### Evoluzione demografica
Abitanti censiti